# 황철곤
황철곤(黃喆坤, 1954년 5월 20일 ~ )은 대한민국의 정치인이며, 제39·40·41대 경상남도 마산시의 시장이다.

## 생애
2001년 4월 시장에 당선된 이래 3선을 연임하였다. 보궐선거를 통해 처음 시장 업무를 시작할 때 마산은 도 단위 기관 및 향토기업들의 창원 이전과 IMF 후유증으로 도시 경쟁력과 성장 동력을 잃고 오랜 침체를 겪고 있었지만 '6+6프로젝트' 등 마산 발전을 위한 다양한 계획들의 실천과 대규모 각종 사업들의 유치 등을 통해 마산은 미래를 위한 새로운 도약을 맞이하고 있다.
그러나 퇴임 이후 선거법 위반 혐의로 구속되었고, 2011년 12월에 징역 1년이 선고되었다.

## 학력
- 신방초등학교 졸업 (1961년 ~ 1967년)
- 창덕중학교 졸업 (1967년 ~ 1970년)
- 마산고등학교 졸업 (1970년 ~ 1973년)
- 부산대학교 상과대학 경영학과 학사 (1973년 ~ 1977년)
- 대한민국 공군방공포병학교 졸업 (1977년 ~ 1978년)
- 부산대학교 행정대학원 행정학 석사 (1979년 ~ 1981년)
- 단국대학교 대학원 정치학 박사 (1988년 ~ 1991년)

### 명예 박사 학위
- 2007년 경남대학교 명예 행정학 박사

## 경력
- 1976년 2월 : 18회 행정고등고시 합격
- 1976년 5월 : 서울시 강남구청 수습행정 사무관
- 1981년 7월 : 군대복무(공군대위 예편)
- 1981년 8월 : 경남도청 지방과
- 1981년 12월 : 경남도청 서무과 통신계장
- 1982년 5월 : 경남도청 사회과 복지계장
- 1984년 2월 : 경남도청 기확담당관실 기획계장
- 1986년 4월 : 경남도청 서무과 인사계장
- 1987년 1월 : 경남도청 공무원교육원 서무과장
- 1987년 4월 : 내무부 새마을운동중앙본부 파견
- 1987년 11월 : 범민족 올림픽추진중앙협의회 파견
- 1989년 1월 : 내무부 총무과 인사담당
- 1989년 6월 : 내무부 행정관리담당관실 행정관리담당
- 1990년 10월 : 내무부 총무과 인사담당
- 1991년 7월 :  경남도청 기획관리실 기획담당관
- 1992년 4월 ~ 1993년 6월 :  경남 함안군수(관선)
- 1993년 6월 : 청와대 민정 수석실 행정관
- 1994년 1월 ~ 1995년 : 경남 창원군수(관선)
- 1995년 1월 ~ 1995년 4월 : 경남 사천군수(관선)
- 1996년 9월 ~ 1997년 1월 : 동남산업단지공단 울산본부장(상무이사)
- 1997년 1월 ~ 2000년 9월 : 한국산업단지공단 동남지역본부장(특1급)
- 2001년 4월 27일 ~ 2010년 6월 30일 : 39 ~ 41대 마산시장(3선, 한나라당)
- 2002년 5월 17일 ~ 2010년 6월 30일 : 마산밸리 재단이사장
- 2008년 7월 1일 ~ 2010년 6월 30일 : 경상남도 시장.군수협의회장
- 2008년 7월 16일 : 경상남도 시장.군수협의회 공동회장단 대변인
- 2009년 7월 31일 ~ 2010년 6월 30일 : 경상남도 시장.군수협의회 사무총장
- 늘푸른한국당 최고위원
- 자유한국당

## 저서 및 논문
- [한국복지정책론] (1985)
- 21세기를 여는 [통합마산 어떻게] (1994)
- 빈곤층 실태분석과 그 대책에 관한 연구(석사 학위 논문)
- 선거제도와 정당제도의 상관성에 관한 연구(박사 학위 논문)
- 우산받쳐주는시장[회고록](2010)

## 서훈
- 근정 포장

## 수상
- 대통령 표창(1985)
- 내무부장관 표창(1985)
- 체육부장관 표창(1989)
- 지방자치발전 대상 수상(2007)
- ‘한국의 아름다운 얼굴 20인’ 선정 “참다운 향토인상” 수상(2007)
- 2008 지방자치大賞 '경역혁신 최우수 5대 단체장 부문' 대상(2008)

## 역대 선거 결과
|  | 33.34% |

|  | 18.16% |

|  | 81.55% |

|  | 73.97% |

|  | 72.62% |